# محمد سلمان حسن
الدكتور محمد سلمان حسن هو سياسي واقتصادي عراقي يحمل الفكر الماركسي. ولد في محلة حمام المالح في بغداد عام 1928 وتوفي عام 1989.

## السيرة الدراسية
الدراسة الثانوية العراقية 1948، فحصل على بعثة للدراسة في المملكة المتحدة عام 1949. حصل على شهادة البكالوريوس بدرجة الشرف في الاقتصاد من جامعة ليفربول عام 1952، وشهادة الماجستير في الاقتصاد الدولي من جامعة لندن عام 1955، وشهادة الدكتوراه في التطور الاقتصادي من جامعة أكسفورد عام 1958.

## المناصب
عمل في وظائف مختلفة منها مجلس ووزارة الإعمار ووزارة الإصلاح الزراعي. كما عمل في مجلس إدارة البنك المركزي العراقي خلال الفترات من عام 1958 إلى 1962 وللفترة من عام 1971 إلى 1976. كما عمل أستاذا في الاقتصاد في جامعة بغداد.
في 9 كانون الأول سنة 1960، عين بمنصب وزير النفط خلفا لوزير التخطيط طلعت الشيباني الذي كان يشغل المنصب بالوكالة منذ استحداث الوزارة في 16 شباط 1960، وبقي في المنصب حتى قيام ثورة 8 شباط 1963 والإطاحة بحكومة عبد الكريم قاسم، وسجن على إثرها.
أطلق سراحه في 14 أيار 1964.
طالب حكومة ناجي طالب بتأميم النفط عام 1966.
رفض منصب وزير النفط الذي عرضه عليه أحمد حسن البكر عام 1969، كما عرض عليه تولي وزارة التخطيط فرفضها.
عمل بعدها في وظائف في دولة الكويت حيث عمل منتدبا للتدريس في معهد الكويت للتخطيط الاقتصادي والاجتماعي، ثم عمل لعدة سنوات في جمهورية اليمن الديمقراطية الشعبية.

## وفاته
أودع عام 1984 في مستشفى للأمراض العقلية وتوفي عام 1989.

## المؤلفات
من مؤلفاته:
- التطور الاقتصادي في العراق من عام 1864 وحتى عام 1958، بجزئين[7]
- دراسات في الاقتصاد العراقي
- نحو تأميم النفط العراقي
- التخطيط الصناعي
- ترجمة كتاب الاقتصاد السياسي، للمؤلف أوسكار لانكه بأجزائه الثلاثة:
  - الجزء الأول: القضايا العامة
  - الجزء الثاني: عملية الإنتاج والنظم الاجتماعية
  - الجزء الثالث: الرأسمالية والاشتراكية
- طلائع الثورة العراقية – العامل الاقتصادي في الثورة العراقية الأولى[8]

كما له مؤلفات باللغة الإنجليزية.

## روابط خارجية
- Prof. Dr Mohammed Salman Hasan: A Short Biography of a Pioneer Iraqi Economist. By Yasar Hasan